# 小西喜蔵
小西 喜蔵（こにし きぞう、1908年7月17日 - 1989年7月28日）は、日本の騎手（新潟競馬倶楽部、東京競馬倶楽部、日本競馬会、国営競馬）、調教師。（国営競馬、日本中央競馬会）。
岩手県岩手郡米内村上田（現在の盛岡市高松）出身。日本競馬史上初のクラシック三冠達成騎手。
仁王小学校卒業、盛岡高等小学校（現・下橋中学校）卒業。
子息は1男4女であり、帝京大学元教授の小西厚子は長女。元調教助手と厩務員であった小西聖一は長男（厚子の弟で5人兄妹の4番目）であり、1943年9月1日生まれである。

## 経歴

### 騎手時代
1908年7月17日、岩手県岩手郡米内村の農家に11人兄弟の次男として生まれた。1923年に高等小学校を卒業した後岩手種馬所の牧夫になった小西は、種馬所に近い小岩井農場に繋養されていたサラブレッドを目にするうちにその美しさに魅せられ、騎手を志すようになった。1926年、小西は岩手種馬所を退職し、かねてから面識のあった新潟競馬場の調教師田中和吉に弟子入りした。
弟子入りしてまもなく田中が死去した。1929年4月に田中の弟・和一郎が目黒競馬場に厩舎を開業すると小西はその弟子となり、同年秋に騎手としてデビューした。デビュー当初の小西は障害競走で活躍を見せた。代表的な騎乗馬はハナフブキ（1939年の中山大障害（春）優勝馬コクオーの半兄）で、小西とハナフブキのコンビは6勝を挙げた。小西がハナフブキに騎乗して障害を飛越しているところを撮影した写真がポスターになったこともある。平地競走においても堅実な成績を収めていたが、厩舎の先輩騎手には野平省三や田村仁三郎がおり、師である田中和一郎自身も騎手を務めた（この時代の調教師は騎手を兼ねることができた）ため、活躍の場はなかなか巡ってこなかった。そんな中、1936年にはツキヤスに騎乗して目黒記念（秋）を優勝。重賞初制覇を果たしている。
1937年に田中が調教師に専念するようになって以降は、東京優駿競走に毎年出場するなど小西の活躍の場は増えていった。1939年、カブトヤマ・ガヴアナーの全弟にあたるロツキーモアーに騎乗して帝室御賞典（秋）優勝を果たした。

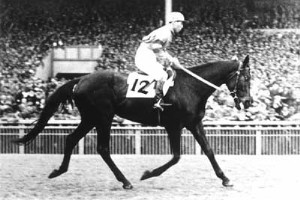
セントライトに騎乗する小西喜蔵

1941年春、小西は3歳の牡馬セントライトとコンビを組むことになった。デビュー当時小西のセントライトに対する評価はあまり高くはなかったが、セントライトは7番人気で迎えたデビュー戦を優勝すると続く横浜農林省賞典四歳呼馬も優勝して小西を驚かせた。東京優駿競走では小西が「苦心したところがない」と振り返るレースぶりで2着馬に8馬身の差をつけて優勝。クラシック三冠のうち二冠を制覇した。小西とセントライトのコンビは10月の京都農林省賞典四歳呼馬も優勝し、それぞれ史上初のクラシック三冠達成騎手、クラシック三冠馬となった。なお、小西はクラシック三冠競走において2700円の進上金を獲得したが、償還期間が10年の国債で支払われたため、太平洋戦争終結とともに紙屑と化した。
翌1942年、小西はセントライトの半弟・アルバイト（後にクリヒカリに改名）に騎乗して横浜農林省賞典四歳呼馬を優勝。1943年には同馬に騎乗して帝室御賞典（秋）を優勝した。
太平洋戦争が激化すると小西は家族を故郷の米内村に疎開させ、自身は近くの滝沢村巣子にあった日本競馬会東北支所で能力検定競走に携わった。太平洋戦争終戦後の1946年10月17日に競馬が再開されると小西は騎手として復帰し、東京競馬場の第1競走で優勝。再開後初の競走での優勝騎手となった。

### 調教師時代
1950年8月10日、小西は調教師免許を取得し厩舎を開業した。同年9月24日に初出走を果たし、翌10月8日に初勝利を挙げた。
1952年、サチヒカリで中山大障害（秋）を優勝し、重賞初制覇を達成。1957年にはヤマカブトで中山大障害（秋）を優勝した他、ラプソデーで菊花賞を優勝し、八大競走初制覇を達成した。1960年に川崎競馬場から転厩してきたタカマガハラは小西の下で実力を本格化させ、1961年に天皇賞（秋）など重賞を3勝。1962年にはアメリカジョッキークラブカップを優勝しワシントンDCインターナショナルに日本産馬・日本調教馬として初めて出走を果たすなど小西の調教師生活における最大の活躍馬となった。
その後の小西の管理馬の中で最も有名なのはラプソデーの半弟ミハルカスである。ミハルカスは、セントライト以来日本競馬史上2頭目のクラシック三冠馬となったシンザンと第10回有馬記念で戦い、レース史上に残る競り合いを演じたことで知られる。同馬に騎乗した加賀武見は第4コーナーでシンザンに馬場状態の悪いインコースを走らせる意図で故意に外側のラチ近くに進路をとった。これに対しシンザンはミハルカスのさらに外、テレビカメラの視野から消え去るほど外に進路をとってミハルカスを交わし、優勝した。レース後、小西はシンザンの管理調教師であった武田文吾に近づき、「シンザンを超える馬は当分出てこないだろう」と賛辞を送った。
1989年3月1日に調教師を引退。その4か月後の7月28日午後3時に老衰のため東京都府中市八幡町の自宅で死去（享年81歳）。

## 人物
- 小西は温厚で無口な人物で知られた。後輩の野平好男は騎手として度々小西の指導を受けたが、怒られたことは一度もないと述べている。また長年に渡り親交のあった稲葉幸夫は小西の死に際し、「僕はついぞ、小西君が人の悪口を言うのを見たことがない」と述べた。
- 生来手先が器用で、少年時代には鳥を飼う籠や馬に履かせる草履を自分で編んでいた。騎手になった後は狩猟を趣味とし、多摩川付近で魚を捕ったり鉄砲で鳥を撃つなどした。投網や鉄砲に籠める弾は自ら作った。

## 成績

### 騎手成績
| 通算成績 | 1着 | 2着 | 3着 | 4着以下 | 騎乗回数 | 勝率 | 連対率 |
| -------- | --- | --- | --- | ------- | -------- | ---- | ------ |
| 計       | 298 | 217 | 195 | 637     | 1337     | .229 | .385   |

#### 主な騎乗馬
※括弧内は小西騎乗時の優勝重賞競走。太字はクラシックおよび御賞典競走。
- ツキヤス（1936年目黒記念・秋、横浜特別）
- ロツキーモアー（1940年帝室御賞典・春、横浜農林省賞典四・五歳呼馬）
- セントライト（1941年横浜農林省賞典四歳呼馬、東京優駿競走、京都農林省賞典四歳呼馬、横浜農林省賞典四・五歳呼馬）
- クリヒカリ（1942年横浜農林省賞典四歳呼馬、1943年帝室御賞典・秋、横浜記念・春）
- ファンタスト（1943年横浜記念・秋）
- シマハヤ（1943年中山記念・秋）
- イーストパレード（1947年セントライト記念）

### 調教師成績
- 通算成績5885戦575勝、うち重賞20勝（日本中央競馬会発足以後）

#### 主な管理馬
※括弧内は小西管理下の優勝重賞競走。太字は八大競走。
- サチヒカリ（1952年中山大障害・秋）
- ラプソデー（1956年菊花賞、ジュニヤーステークス 1957年安田記念）
- ヤマカブト（1957年中山大障害・秋、東京障害特別・秋）
- タカマガハラ（1961年天皇賞・秋、目黒記念・秋、東京記念、東京杯 1962年アメリカジョッキークラブカップ）
- テンノユウ（1964年中山アラブ障害特別）
- ミハルカス（1965年ダイヤモンドステークス、オールカマー）
- ハイアデス（1965年京成杯3歳ステークス、七夕賞）
- リコウ（1967年アルゼンチン共和国杯、ステイヤーズステークス）
- カブトザン（1967年愛知杯）
- プリーズターフ（1970年サンケイスポーツ賞4歳牝馬特別）
- ペルースポート

## 主な厩舎所属者
※太字は門下生。括弧内は厩舎所属期間と所属中の職分。
- 横山富雄（1961年-1968年 騎手）
- 関口健太郎（1975年-1983年 騎手）
- 三浦堅治（1982年-1985年 騎手）
- 小西聖一（不明-1989年 調教助手、厩務員）